# مکس تامپسون (بازیکن فوتبال، زاده ۱۹۵۶)
ماکسول استوارت تامپسون (انگلیسی: Maxwell Stuart Thompson؛ ۳۱ دسامبر ۱۹۵۶ – ۲۷ ژوئن ۲۰۲۳) فوتبالیست اهل انگلستان بود. او که یک مدافع میانی بود، طی ده سال در ۱۳۷ بازی در لیگ فوتبال حضور داشت و ۸ گل به ثمر رساند. او با سن ۱۷ سال و ۱۲۸ روز در نخستین بازی خود در مهٔ ۱۹۷۴، جوانترین بازیکن تاریخ لیورپول شد (رکورد او پس از آن شکسته شد). او سه سال بعد به بلکپول پیوست و در یک دورهٔ چهار ساله ۹۹ بازی در لیگ برای این باشگاه انجام داد و در این مدت به دالاس تورنادو و سیاتل ساندرز نیز قرض داده شد. او سپس دههٔ ۱۹۸۰ را با باشگاه‌های مختلف در سراسر جهان سپری کرد: ای‌اف‌سی بورنموث، پورت ویل، بالتیمور بلست (ایالات متحده آمریکا)، آکادمیا (پرتغال)، نورتویچ ویکتوریا، کایرنارفون تاون، فلیتوود، نیوپورت کانتی، کرمفورس (سوئد) و ساوتپورت. او بعداً در آنفیلد به عنوان فیزیوتراپیست مشغول به کار شد.

## حرفه
تامپسون حرفهٔ خود را با لیورپول آغاز کرد و پس از آن که بیل شنکلی اجازه داد که او نخستین بازی خود در لیگ دسته اول را در پایان فصل ۱۹۷۳–۱۹۷۴ برابر تاتنهام هاتسپر در ۸ مهً ۱۹۷۴ در سن ۱۷ سال و ۱۲۸ روز تجربه کند، رکورد این باشگاه برای جوانترین بازیکن حاضر در تیم لیورپول را شکست. جک رابینسون، که اولین بازی خود را برای لیورپول در سن ۱۶ سالگی انجام داد، بعداً رکورد او را شکست. تامپسون در پیروزی تیم مقابل لیدز یونایتد در جام خیریه انگلستان در ورزشگاه ومبلی، روی نیمکت تعویضی‌های تیم بود. او هرگز به زمین بازی نرسید، هرچند بعداً زیر نظر باب پیزلی در فصل‌های ۱۹۷۴–۷۵، ۱۹۷۵–۷۶ و ۱۹۷۶–۷۷ مجدداً در لیگ حضور یافت.
تامپسون در دسامبر ۱۹۷۷ با مبلغ ۸۰٬۰۰۰ پوند به بلکپول تحت نظارت آلن براون رفت. «نارنگی‌ها» در پایان فصل ۱۹۷۷–۷۸ در لیگ دسته دوم به رده‌های پایین‌تر سقوط کردند. باب استوکو، سرمربی جدید این تیم، آنها را در فصل ۱۹۷۸–۷۹ در لیگ دسته سوم به رتبهٔ دوازدهم رساند و پس از آن فصل ۱۹۷۹–۸۰ را در جایگاه هجدهم تحت سرپرستی آلن بال به پایان رساندند. همزمان که این باشگاه در آشفتگی به سر می‌برد، آلن براون به صندلی داغ بازگشت و در فصل ۱۹۸۰–۸۱ این تیم را به لیگ دسته چهارم برد. تامپسون در دوران حضورش در بلومفیلد رود در ۹۹ بازی لیگ حضور یافت و ۶ گل به ثمر رساند. در طول دوران حضورش در این باشگاه، او تابستان‌های ۱۹۷۷ و ۱۹۷۸ را در لیگ فوتبال آمریکای شمالی با دالاس تورنادو گذراند و تابستان ۱۹۸۰ را نیز با سیاتل ساندرز پشت سر گذاشت.
تامپسون با قراردادی را با باشگاه سوانزی سیتی امضا کرد و به «قوها» تحت نظارت جان توشاک کمک کرد تا با کسب مقام ششم در لیگ برتر در فصل ۱۹۸۱–۸۲، انتظارات از این تیم را برآورده کنند. با این حال آنها در پایان فصل ۱۹۸۲–۸۳ به رده‌های پایین‌تر سقوط کردند. تامپسون در ۲۶ بازی لیگ در وچ فیلد موفق شد دو گل به ثمر برساند. او سپس در مدت کوتاه حضورش در دین کورت، ۹ بازی در لیگ دسته سوم برای ای‌اف‌سی بورنموث انجام. او در نوامبر ۱۹۸۳ به‌صورت قرضی به پورت ویل تحت نظارت جان مک‌گراث پیوست، اما فقط دو بازی در لیگ دسته سوم را برای «والیانتز» انجام داد.
تامپسون بعداً برای تیم‌های بالتیمور بلاست در لیگ فوتبال داخل سالن آمریکا، آکادمیکا د کویمبرا در پرتغال، باشگاه نورثویچ ویکتوریا در لیگ کنفرانس، تیم کرنارفون تاون در لیگ برتر شمالی، فلیت‌وود، نیوپورت کانتی، کرمفورس سوئد و ساوتپورت نیز بازی کرد.

## پس از بازنشستگی
تامپسون قبل از اینکه در لیورپول و سپس در ساوتپورت به‌عنوان فیزیوتراپیست مشغول به کار شود، سرمربی نوزلی یونایتد شد.
تامپسون در ۲۷ ژوئن ۲۰۲۳در سن ۶۶ سالگی درگذشت.

## آمار حرفه‌ای
| باشگاه               | فصل      | لیگ            | لیگ  | لیگ | جام ملی | جام ملی | سایر | سایر | مجموع | مجموع |
| باشگاه               | فصل      | لیگ            | بازی | گل  | بازی    | گل      | بازی | گل   | بازی  | گل    |
| -------------------- | -------- | -------------- | ---- | --- | ------- | ------- | ---- | ---- | ----- | ----- |
| لیورپول              | ۱۹۷۳–۷۴  | دسته اول       | ۱    | ۰   | ۰       | ۰       | ۰    | ۰    | ۱     | ۰     |
| لیورپول              | ۱۹۷۴–۷۵  | دسته اول       | ۰    | ۰   | ۰       | ۰       | ۰    | ۰    | ۰     | ۰     |
| لیورپول              | ۱۹۷۵–۷۶  | دسته اول       | ۰    | ۰   | ۰       | ۰       | ۱    | ۰    | ۱     | ۰     |
| لیورپول              | ۱۹۷۶–۷۷  | دسته اول       | ۰    | ۰   | ۰       | ۰       | ۰    | ۰    | ۰     | ۰     |
| لیورپول              | مجموع    | مجموع          | ۱    | ۰   | ۰       | ۰       | ۱    | ۰    | ۲     | ۰     |
| بلکپول               | ۱۹۷۷–۷۸  | دسته دوم       | ۱۲   | ۰   | ۰       | ۰       | ۰    | ۰    | ۱۲    | ۰     |
| بلکپول               | ۱۹۷۸–۷۹  | دسته سوم       | ۳۹   | ۲   | ۱       | ۰       | ۳    | ۰    | ۴۳    | ۲     |
| بلکپول               | ۱۹۷۹–۸۰  | دسته سوم       | ۲۴   | ۰   | ۱       | ۰       | ۷    | ۰    | ۳۲    | ۰     |
| بلکپول               | ۱۹۸۰–۸۱  | دسته سوم       | ۲۴   | ۵   | ۱       | ۰       | ۱    | ۱    | ۲۶    | ۶     |
| بلکپول               | ۱۹۸۱–۸۲  | دسته چهارم     | ۰    | ۰   | ۰       | ۰       | ۰    | ۰    | ۰     | ۰     |
| بلکپول               | مجموع    | مجموع          | ۹۹   | ۷   | ۳       | ۰       | ۱۲   | ۱    | ۱۱۴   | ۸     |
| دالاس تورنادو (قرضی) | ۱۹۷۷     | ملی آمریکا     | ۲۱   | ۲   | –       | –       | –    | –    | ۲۱    | ۲     |
| دالاس تورنادو (قرضی) | ۱۹۷۸     | ملی آمریکا     | ۲۲   | ۲   | –       | –       | –    | –    | ۲۲    | ۲     |
| سیاتل ساندرز (قرضی)  | ۱۹۸۰     | ملی آمریکا     | ۵    | ۰   | –       | –       | –    | –    | ۵     | ۰     |
| سوانزی سیتی          | ۱۹۸۱–۸۲  | دسته اول       | ۲۳   | ۱   | ۱       | ۰       | ۱    | ۰    | ۲۵    | ۱     |
| سوانزی سیتی          | ۱۹۸۲–۸۳  | دسته اول       | ۳    | ۱   | ۰       | ۰       | ۳    | ۰    | ۶     | ۱     |
| سوانزی سیتی          | مجموع    | مجموع          | ۲۶   | ۲   | ۱       | ۰       | ۴    | ۰    | ۳۱    | ۲     |
| ای‌اف‌سی بورنموث       | ۱۹۸۳–۸۴  | دسته سوم       | ۹    | ۰   | ۰       | ۰       | ۲    | ۰    | ۱۱    | ۰     |
| پورت ویل (قرضی)      | ۱۹۸۳–۸۴  | دسته سوم       | ۲    | ۰   | ۰       | ۰       | ۰    | ۰    | ۲     | ۰     |
| بالتیمور بلست        | ۱۹۸۳–۸۴  | داخل سالن      | ۴    | ۲   | –       | –       | –    | –    | ۴     | ۲     |
| بالتیمور بلست        | ۱۹۸۴–۸۵  | داخل سالن      | ۳۵   | ۴   | –       | –       | –    | –    | ۳۵    | ۴     |
| بالتیمور بلست        | مجموع    | مجموع          | ۳۹   | ۶   | ۰       | ۰       | ۰    | ۰    | ۳۹    | ۶     |
| نیوپورت کانتی        | ۱۹۸۹–۹۰  | کنفرانس فوتبال | ۱۵   | ۱   | ۰       | ۰       | ۰    | ۰    | ۱۵    | ۱     |
| ساوتپورت             | ۱۹۸۹–۹۰  | لیگ برتر شمالی | ۷    | ۰   | ۳       | ۰       | ۱    | ۰    | ۱۱    | ۰     |
| ساوتپورت             | ۱۹۹۱–۹۲  | لیگ برتر شمالی | ۰    | ۰   | ۰       | ۰       | ۳    | ۰    | ۳     | ۰     |
| ساوتپورت             | مجموع    | مجموع          | ۷    | ۰   | ۳       | ۰       | ۴    | ۰    | ۱۴    | ۰     |
| مجموع کل             | مجموع کل | مجموع کل       | ۲۴۶  | ۲۰  | ۷       | ۰       | ۲۳   | ۱    | ۲۷۶   | ۲۱    |

## افتخارات
لیورپول
- جام خیریه انگلستان: ۱۹۷۴